# United Nations Partisan Infantry Korea
 (avril 2017).
Si vous disposez d'ouvrages ou d'articles de référence ou si vous connaissez des sites web de qualité traitant du thème abordé ici, merci de compléter l'article en donnant les références utiles à sa vérifiabilité et en les liant à la section « Notes et références ».
L’United Nations Partisan Infantry Korea (UNPIK) ou United Nations Partisan Forces Korea (UNPFK) était, pendant la guerre de Corée, une unité de partisans nord-coréens anticommunistes qui lutta aux côtés des forces des Nations unies pendant ce conflit.
Cette unité, qui compta plus de 20 000 hommes, pour l’immense majorité d’origine nord-coréenne, affirme avoir mis hors de combat plus de 69 000 soldats[réf. nécessaire] des forces nord-coréennes et chinoises. En tout cas, certains faits tendent à prouver qu’elle obligea les forces communistes à maintenir environ 50 000 hommes à l’arrière du front pour remplir des tâches passives de sécurité, notamment sur la côte ouest de la péninsule coréenne.
Ces partisans, comprenant un petit nombre de Sud-Coréens et de transfuges des forces de l’armée chinoise opérant en Corée, étaient placés sous le commandement de quelque 200 militaires américains et d’une poignée d’officiers des forces armées britanniques. Divers noms leur furent donnés (Army Unit 8240, Army Unit 8242, « Wolfpack » (nom de l'opération par la Central Intelligence Agency), « Donkey Unit »…) mais celui qui leur resta fut l’un des sigles si répandus dans l’armée américaine : UNPIK pour United Nations Partisans Infantry Korea.

## Missions
Ses missions furent celles de toute guérilla agissant dans le cadre d’un conflit conventionnel : raids, sabotages de tunnels, voies ferrées et installations militaires, embuscades, renseignements, mise en place de filières d’évasion et captures de prisonniers derrière les lignes adverses.
Opérant à partir d’une vingtaine de bases établies en territoire ennemi sur des îles et îlots le long de la côte occidentale de la Corée du Nord, leur principale installation étant sur Baengnyeong-do, les hommes de l’UNPIK gagnaient parfois leurs objectifs à pied ou en parachute, mais ils se déplaçaient le plus souvent par mer, à bord d’une flottille hétéroclite de jonques à voiles ou à moteur.

## Origines
Le 10 septembre 1948, Kim Il-sung devient Premier ministre du nouvel État connu sous le nom de république populaire démocratique de Corée. Moins de deux ans plus tard, il donna l’ordre à 7 divisions de l'armée nord-coréenne d’envahir la Corée du Sud.
Cette décision fut loin de faire l’unanimité dans son propre pays. Dès 1947, de nombreux habitants de la province de Hwanghae, vaste zone agricole située juste au nord du 38e parallèle sur la côte ouest de la péninsule, avaient protesté contre le système de conscription mis en place par Kim Il-sung. Leurs attaches culturelles et familiales avec le Sud étaient si fortes que certains fuirent dans les collines, quelques-uns prirent les armes et d’autres traversèrent la frontière.
Quand les forces internationales du général Douglas MacArthur débarquèrent lors de la bataille d'Incheon et se mirent à progresser vers le Nord en septembre 1950, beaucoup d’entre eux sortirent de leur cachette ou retournèrent chez eux.
En trois mois, l’intervention de l’armée populaire de libération chinoise et la retraite des forces des Nations unies au sud du 38e parallèle ramenèrent l’armée nord-coréenne dans la province de Hwanghae.
Plus de 10 000 paysans se battaient contre les forces communistes, mais ils perdaient du terrain et manquaient de munitions. Lorsque le commandement allié apprit que beaucoup de ses hommes avaient été massacrés et que les survivants fuyaient sur les îles voisines du continent en mer Jaune, il décida de les aider. Moins de six ans après les campagnes du Pacifique, les forces armées des États-Unis se trouvait de nouveau engagée dans une guérilla.

## Historique
Lorsque le commandement américain en Corée décida de venir en aide aux partisans nord-coréens, il choisit le colonel John McGee, de la division opérationnelle de la VIIIe Armée, pour orchestrer l’action de ces irréguliers. Ce choix paraît judicieux : pendant la Seconde Guerre mondiale, McGee a été capturé par l’armée impériale japonaise aux Philippines. Il a réussi à s’évader et a vécu avec un groupe de maquisards avant d’être évacué par un sous-marin.
Jusque-là, McGee s’était occupé de l’encadrement des unités de Rangers affectées à la VIIIe Armée. Ces formations aéroportées de la taille d’une compagnie avaient été réparties entre les divisions d’infanterie afin de jouer le rôle de troupes de choc, et elles ont subi des pertes sévères. Il est maintenant question de dissoudre ces forces remarquablement entraînées, si bien que McGee choisit tout naturellement de prendre dans leurs rangs les cadres dont il a besoin.
Un ancien officier des Special Air Service, le capitaine Ellery Anderson, qui avait été affecté à la Brigade du Commonwealth, apprend la mission de McGee et lui propose ses services. Anderson est rapidement muté et fait venir ensuite des hommes de sa brigade, anciens SAS comme lui.
Tous ces hommes embarquent bientôt pour les îles, à l’exception d’Anderson, qui resta en arrière pour entraîner une unité parachutiste. En mars 1951, les opérations peuvent commencer. 
L’une des toutes premières opérations lancées est placée sous le commandement de Chang Jae Hwa, un ancien commerçant originaire de Hwanghae. L’unité de Chang regroupe 37 guérilleros et a suivi un bref entraînement avec le lieutenant Harrison, l’un des instructeurs choisi par McGee. Chang retourne dans sa région natale le 3 mars 1951, avec pour mission prioritaire de recueillir des renseignements. Il décide pourtant d’attaquer une permanence politique locale, et ses hommes tuent sept policiers communistes et une vingtaine d’employés.
En avril, le recrutement local opéré par Chang a porté à 60 hommes l’effectif de son groupe. Les partisans attaquent un dépôt de véhicules ennemis et, alors qu’ils s’apprêtent à le faire sauter, ils découvrirent 1 700 civils, dont certains dans un état critique, enfermés dans des entrepôts voisins. Le dépôt servait de centre d’interrogatoire aux autorités nord-coréennes. Chang décide d’évacuer ces prisonniers, mais une force ennemie rattrapa la colonne qui ne progresse que très lentement. Au cours du combat qui s’ensuit, les Nord-Coréens tuent 1 500 des prisonniers et 50 des guérilleros.

Prenant la direction des collines, Chang reconstitue son groupe avec de nouveaux volontaires et continue d’opérer jusqu’en juin, époque à laquelle il regagne sa base. Lorsqu’il fait son rapport, il déclare que son groupe a tué 280 soldats ennemis.
En mars 1951, le capitaine Anderson commanda un petit groupe de Coréens et d’Américains lors d’une opération aéroportée. L’USAF avait bombardé à plusieurs reprises la voie ferrée reliant Wonsan et Koson , mais celle-ci a été réparée à chaque fois très rapidement. Finalement, on décida d’envoyer des parachutistes attaquer la voie ferrée. Un Douglas C-47 Skytrain largua le groupe qui atterrit à quelque distance de son objectif. Après une journée d’observation, ils pénétrèrent de nuit dans un tunnel et placèrent sous le même rail deux charges de destruction de 2 kg munies de détonateurs à pression. Le lendemain matin, après que ceux-ci eurent largement le temps de s’éloigner, un train se dirigea vers l’endroit piégé et dérailla dans le tunnel. Le groupe d’Anderson, baptisé « Virginia » fut récupéré par des hélicoptères. Il avait réussi ce que des tonnes de bombes n’avaient pu accomplir : la ligne Wonsan-Koson resta inutilisable pendant des semaines.
Au mois de juillet 1951, l’UNPIK compte 7 000 hommes, équipés de 700 armes prises à l’ennemi et de 3 200 autres fournies par la VIIIe Armée. Les cadres de cette force se composent alors de 65 officiers et sous-officiers. 
Plus de 2 100 soldats chinois et nord-coréens sont tués au cours de 219 engagements, et 169 prisonniers remis aux services de renseignements alliés. L’organisation de McGee obtient de toute évidence des résultats plus que satisfaisants. Mais cependant, à la même période, les forces des Nations unies entament des négociations avec les forces communistes, et McGee est rappelé aux États-Unis. Ses hommes en éprouvent une vive déception car ils pensaient que l’objectif ultime de leur lutte était la reconquête de la Corée du Nord. Aussi, quand il devient évident que les négociations ont pour but de stabiliser la ligne de front et qu’il n’y aurait pas de libération du Nord, le moral des guérilleros reçoit un coup terrible.
L’organisation continue cependant à s’agrandir. En un an, son effectif passe à 21 000 hommes, chaque raid effectué sur le continent ramenant quelques recrues. Quelques Sud-Coréens et une poignée de déserteurs de l’armée chinoise viennent en outre grossir ses rangs. Plus de 100 Américains y sont affectés comme conseillers, cadres ou instructeurs. La CIA entraine des Nord-Coréens dans des bases secrètes à Saipan.
Le successeur de McGee à la tête de l’UNPIK est le colonel d'artillerie Jay Vanderpool, et sous le commandement de cet officier assez haut en couleur, les opérations de partisans gagnent une efficacité encore accrue.
Vanderpool est, lui aussi, un vétéran de la Seconde Guerre mondiale. Il a été infiltré aux Philippines au moment même où McGee les quittait. Il a dirigé des opérations de guérilla contre les forces japonaises et a acquis une expérience qu’il va utiliser contre les armées nord-coréennes et chinoises. Quand il abandonne le commandement en juillet 1952, il a introduit dans son unité des méthodes et des techniques entièrement nouvelles.
L’une de ses premières initiatives est de modifier la flottille de jonques des partisans. Bientôt, les bâtiments de surveillance côtière nord-coréens qui tentent d’arraisonner des bateaux de pêche d’allure inoffensive ont de fortes désagréables surprises lorsque le claquement des voiles ou le bruit d’un petit moteur laissent la place au vrombissement d’un puissant Diesel marin et que les parois de la cabine s’abaissent découvrant un ou plusieurs canons sans recul de 75 mm.
Au fil des mois, la flotte de Vanderpool n’augmente pas seulement son butin de navires capturés, elle devient aussi experte à débarquer et à récupérer ses propres forces.
À la fin de l’année 1951, les officiers de renseignements des Nations unies commencent à s’étonner de la capacité des partisans à leur ramener le type précis de prisonniers qu’ils désirent. S’ils demandent, par exemple, un officier d’artillerie, les guérilleros leur en présentent un dans les jours qui suivent. Ce qu’ils ignorent, c’est la technique employée. Vanderpool s’est procuré des machines à coudre que les femmes des partisans utilisent pour fabriquer des uniformes ennemis. Déguisés en soldats de la police militaire nord-coréenne, les partisans installent des barrages routiers et arrêtent tous les véhicules qui se présentent. Ils annoncent que des guérilleros opèrent dans le secteur et que certains de ces bandits utilisent des uniformes volés. Les faux policiers examinent alors les papiers d’identité de chaque soldat et quand ils ont trouvé un homme correspondant à celui qu’ils cherchent, ils le retiennent, prétextant un interrogatoire plus poussé, et font signe aux autres véhicules de repartir. Ils utilisent le même stratagème pour s’emparer de camions chargés d’approvisionnements particulièrement recherchés.
Cette affaire d’uniformes commence cependant à aller un peu loin lorsque Vanderpool entre en possession d’une tenue de Fallschirmjäger (parachutiste) allemand de la Seconde Guerre mondiale. Il parvient ensuite à mettre la main sur des casques de paras allemands, et ses ouvrières lui fabriquent le nombre d’uniformes pour habiller une compagnie entière. L’occasion de semer la confusion chez l’ennemi se présente quand le commandement allié lui demande d’attaquer une station radar située près de l’embouchure du fleuve Yalu, à proximité de la frontière chinoise. Sans en informer ses supérieurs, il lance ces « troupes d’assaut » dans un raid aéroporté. L’installation fut détruite, mais les guérilleros se laissent entraîner dans un long échange de coups de feu avec des forces terrestres ennemies, bien qu’ils aient reçu l’ordre de se replier sitôt leur mission accomplie. Très peu d’entre eux parviendront à gagner le point de rendez-vous et les jonques qui les y attendent.

## Stratégie au résultat mitigé

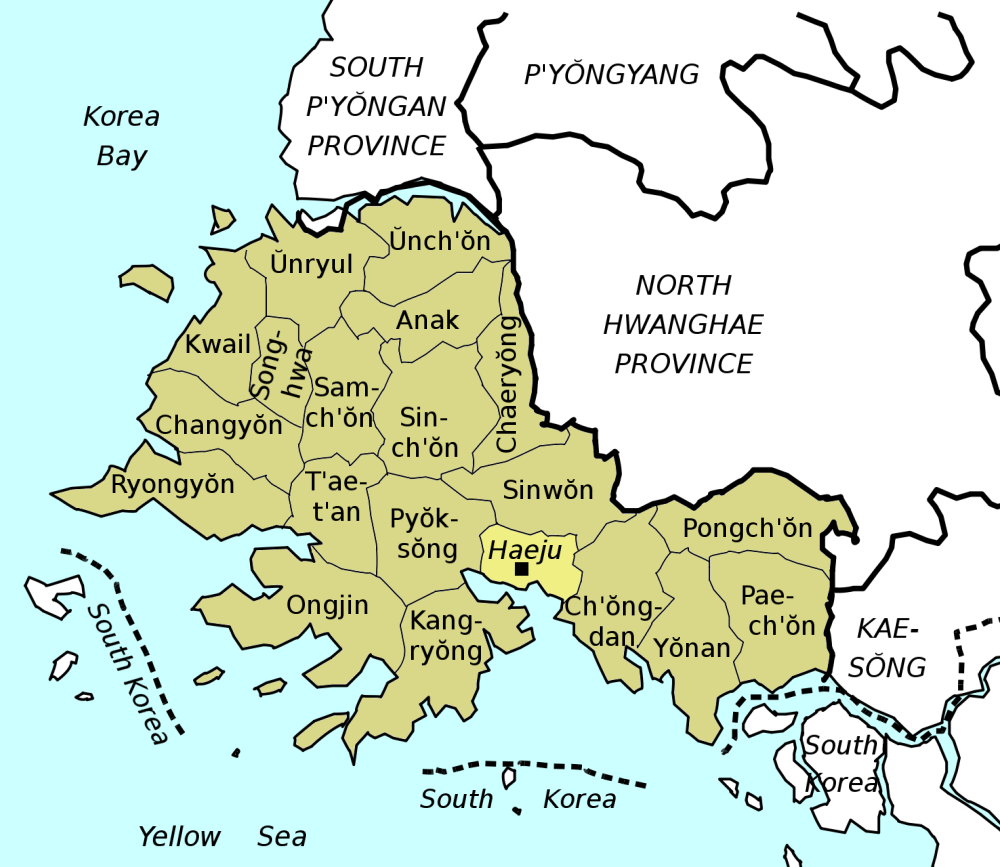
Carte administrative de la Hwanghae du Sud ou se déroulèrent la majorité des opérations.

Au mois de décembre 1951, les partisans ont déjà à leur actif la mort de 9 095 soldats ennemis et la capture de 385 prisonniers de guerre[réf. nécessaire]. Ils ont pris ou détruit plus de 800 armes adverses dont 6 pièces d’artillerie. Plus de 50 % de ces opérations ont été effectuées contre des unités terrestres, 14 % contre l’artillerie côtière de l’ennemi et 11 % contre ses transports. Dans cette dernière catégorie, l’UNPIK revendique la destruction de 40 camions, 28 bateaux et 120 fourgons de ravitaillement. Elle a fait sauter 12 ponts de chemins de fer et 12 tunnels. Malheureusement, la plupart de ces raids se sont déroulés dans la partie ouest de la province de Hwanghae, à une grande distance des grandes lignes de ravitaillement du front. De plus, en choisissant de s’attaquer aux hommes plutôt qu’au matériel, les partisans font un usage assez discutable de leurs moyens face à un adversaire qui possède des réserves apparemment inépuisables en effectifs.
Il est manifeste que l’UNPIK souffre de plusieurs défauts, et d’abord au niveau de l’exercice du commandement : les missions terrestres, amphibies et aéroportées exigent un commandement interarmes pour être efficaces et bien coordonnées. Or les guérilleros ne sont placés que sous l’autorité de leurs propres cadres. Deuxièmement, le commandement en chef des forces armées des Nations unies en Corée, le général Matthew Ridgway, n’a même pas été informé du projet. Il n’y a donc aucun commandement réel. Enfin, le fait que la reconquête de la Corée du Nord ne constitue pas l’objectif final du conflit diminue l’importance du soutien que peuvent attendre les partisans lorsqu’ils opèrent sur le continent. Ils deviennent un groupe de francs-tireurs, qui se livre parfois à des raids spectaculaires, mais qui ne sera jamais capable de devenir le mouvement organisé dont aurait voulu disposer l’état-major allié.
En dépit de ces problèmes, les guérilleros sont suffisamment efficaces pour inquiéter sérieusement les autorités chinoises et nord-coréennes. Au début de 1952, ils lancent plusieurs opérations destinées à les éliminer. C’est ainsi, par exemple, qu’une force de la taille d’un régiment est engagée dans une attaque contre l’île de Sunwi-do, tenue par les partisans. Certains jours, la marée descendante laisse à découvert une bande de sable qui relie l’île au continent. Les guérilleros, pour parer à un assaut de ce côté-là, ont enterré aux abords de leur île des bidons de napalm de 200 litres et des mines. Quand les Nord-Coréens, à la faveur de la nuit, s’engagent sur la bande de sable, les partisans se contentent d’attendre que leurs défenses soient presque dépassées, puis ils demandent un appui aérien et déclenchent leur dispositif. Sans se douter de rien, le régiment nord-coréen continue sa progression en avant, et quand les avions de combat américains arrivent enfin, la bataille touche déjà à sa fin. Des photographies aériennes seront examinées le lendemain et révéleront les cadavres de plus de 3 000 soldats nord-coréens.

## Bilan et épilogue
Le cessez-le-feu intervient au mois de juillet 1953. Les partisans déclarent que, sur l’ensemble de leur campagne, ils ont tué 69 000 soldats ennemis, fait 950 prisonniers, pris 5 000 armes, détruit 80 ponts et plus de 2 700 véhicules. À l’état-major allié, on conteste cependant ces affirmations. Un officier américain qui connaît bien les maquisards mettra un terme au débat, trente ans plus tard, en disant : « Leurs affirmations étaient à peu près aussi exactes que les nôtres. »  
Certaines personnes soutiennent d’autre part que les résultats obtenus par les partisans ne valaient pas les budgets qui leur avaient été alloués. En fait, pour juger cette affaire, il faudrait comparer l’UNPIK aux forces conventionnelles déployées en Corée à cette époque. Les deux types d’unités ont tenté de conquérir la Corée du Nord, et elles ont échoué. Toutes les deux ont finalement opté pour la guerre d’usure et, dans ce genre d’affrontement, la victoire se mesure au nombre d’ennemis encore en vie, pas au nombre de ceux qui sont tombés.
L'unité fut dissoute le 30 avril 1954, après que dans la nuit du 20 au 21 février de cette année, les derniers guérilleros furent rapatriés en Corée du Sud. 
Sur l’ensemble des partisans, 12 000 seulement vont choisir, après la guerre de s’engager dans les forces armées sud-coréennes. D’autres s’intégreront dans le civil en Corée du Sud, certains retourneront dans le Nord à la recherche de leurs familles, malgré le risque d’être capturés, et d’autres refuseront le cessez-le-feu et continueront de se battre contre le régime nord-coréen.